# Cantiere Pattison
I Cantieri Navali Pattison di Napoli sono stati degli stabilimenti di costruzioni navali che hanno operato dagli anni trenta dell’Ottocento fino alla vigilia della seconda guerra mondiale.

## Storia
Nel 1864 l'industriale inglese John Pattison, originario di Newcastle, che nel 1853, in società con un altro industriale inglese, Thomas Richard Guppy di Bristol, aveva fondato la società «Guppy & Co.», aprì a Napoli un nuovo stabilimento meccanico, con annesso cantiere navale che impiegava una forza lavoro di circa 600 operai.
Il primo insediamento industriale Pattison trovò la sua ubicazione in un antico setificio risalente probabilmente agli anni trenta del XIX secolo in un'area posta lungo il tracciato della Ferrovia Napoli-Portici che in quel periodo costituì un riferimento strategico per la localizzazione dei primi opifici industriali e che caratterizzò, dal punto di vista urbanistico, l'intera zona. Lo stabilimento originario venne in seguito assorbito dall'ampliamento degli stabilimenti della Pattison, opificio metalmeccanico e fonderia. La Pattison nei decenni successivi ampliò il proprio insediamento acquisendo progressivamente altre fabbriche adiacenti e realizzando anche un cantiere navale sulla spiaggia dei Gigli. Nel 1886 la Pattison occupava circa 24.000 ma, tre quarti dei quali coperti, organizzati intorno al complesso dell'ex setificio.
Gli stabilimenti Guppy di Pietrarsa contavano 600 addetti ed erano specializzati nel produrre materiale destinato ai cantieri navali, macchine cardatrici per l'industria tessile, materiale per uso navale come guarnizioni, chiodi, viti, vernice. Gli stabilimenti avevano fornito il supporto delle 350 lampade per la prima illuminazione a gas di Napoli e Pattison vi progettò una locomotiva tecnologicamente all'avanguardia, in grado di superare anche pendenze del 2.5%, come nel tratto collinare Nocera Inferiore-Cava dei Tirreni.
Nel 1886 la fusione tra la società napoletana «Guppy» e l'impresa metalmeccanica Hawthorn Leslie and Company di Newcastle diede origine alla società «Hawthorn-Guppy».
Nel 1904 con l'approvazione da parte del governo Giolitti della legge speciale per lo sviluppo industriale di Napoli, tra il 1904 e il 1906 con l'intervento delle grandi banche miste, si pervenne al consolidamento finanziario-amministrativo e al riassetto produttivo dell'industria metalmeccanica meridionale. La società milanese Officine Meccaniche rilevò gli impianti della «Società Industriale Napoletana Hawthorn-Guppy» e li ampliò con il concorso del Credito Italiano che ebbe e mantenne anche un ruolo di rilievo nella trasformazione societaria dell'industria di Pattison divenuta nel 1904 S.p.A. con la ragione sociale «Officine e Cantieri Napoletani Pattison».
L'industria conquistò larghe quote di commesse pubbliche, soprattutto militari e nei primi anni del XX secolo nei cantieri Pattison vennero costruite per la Regia Marina diverse unità del tipo torpediniere e cacciatorpediniere che avrebbero preso parte alla guerra italo turca e alla prima guerra mondiale.
Nel 1911 era stata fondata anche la Società Bacini & Scali Napoletani per la gestione di due scali di costruzione e di due bacini di carenaggio in muratura e lo sforzo bellico dell'Italia incrementò fortemente la produzione bellica e la produttività dei due cantieri, le cui vicende si sarebbero incrociate negli anni futuri. Nella notte tra il 10 e l'11 marzo avvenne il Bombardamento di Napoli del 1918 del dirigibile tedesco Zeppelin LZ 104 che partito dalla Bulgaria danneggia gravemente il Cantiere Pattison.
Nel 1922 fu varato il cacciatorpediniere Quintino Sella, capofila di una classe con questo nome e dedicata ai primi ministri italiani, completata da Francesco Crispi, Giovanni Nicotera e Bettino Ricasoli.
La crisi postbellica colpì tuttavia duramente l'industria del napoletano portando, nel 1924, alla chiusura dell'arsenale smantellato definitivamente nel 1930. La Pattison nel 1931 confluì con la Bacini & Scali Napoletani nella società Officine & Cantieri Partenopei, gestita dall'Ansaldo; negli anni trenta, entrata a far parte della galassia IRI, ricevette numerose commesse pubbliche soprattutto militari con la costruzione di alcune unità del tipo Spica e Orsa.
Nel 1939 le società Officine & Cantieri Partenopei, il Cantiere di Vigliena, le Officine Meccaniche e Fonderie (ex Hawthorn e Guppy), ed il cantiere navale di Castellammare di Stabia confluirono nella società Navalmeccanica con sede a Napoli.